# Geldrop-Mierlo
Geldrop-Mierlo – gmina w prowincji Brabancja Północna w Holandii. W 2014 roku liczyła 38 854 mieszkańców. Powstała 1 stycznia 2004 roku z byłych gmin Geldrop i Mierlo. Są to dwie największe miejscowości gminy - populacja w Geldrop wynosi 28 tys., miasto to jest stolicą. W Mierlo mieszkało 10 tys. ludzi. Wsie w gminie to: Bekelaar, 't Broek, De Loo, Genoenhuis, Gijzenrooi, Heiderschoor, Hout, Loeswijk, Luchen, Overakker, Trimpert, Voortje.
Przez gminę przechodzi autostrada A67 oraz droga prowincjonalna N614.